# Deliochus pulcher
Deliochus pulcher is een spinnensoort uit de familie van de Phonognathidae.
De wetenschappelijke naam van de soort werd in 1916 gepubliceerd door William Joseph Rainbow.
Er worden van de soort twee ondersoorten onderscheiden, die beide voorkomen in Queensland, Australië:
- Deliochus pulcher pulcher
- Deliochus pulcher melanius Rainbow, 1916